# 사이버펑크 2077
《사이버펑크 2077》(Cyberpunk 2077)는 CD 프로젝트 레드가 개발하고 CD 프로젝트가 배급한 2020년 액션 롤플레잉 게임이다. 마이크 폰스미스의 사이버펑크 테이블톱 게임 시리즈를 기반으로 한 이 게임의 줄거리는 디스토피아 사이버펑크 세계관 내의 가상의 메트로폴리스인 캘리포니아주 나이트 시티를 배경으로 한다. 플레이어는 전설적인 록스타이자 테러리스트인 조니 실버핸드(키아누 리브스)의 기억흔적이 담긴 사이버네틱 "바이오 칩"에 마지못해 주입된 용병 V(게빈 드리아 또는 셰러미 리의 목소리)의 역할을 맡는다. 조니의 의식 (심리철학)이 V의 의식을 덮어쓰기 시작하면서, 둘은 서로 분리되어 V의 생명을 구하기 위해 협력해야 한다.
이 게임의 개발은 더 위쳐 3: 와일드 헌트 - 블러드 앤 와인 (2016) 출시 이후 시작되었다. 게임은 REDengine 4 게임 엔진을 사용하여 약 500명의 팀에 의해 개발되었다. CD 프로젝트는 폴란드 브로츠와프에 새로운 부서를 설립하고 디지털 스케이프, 엔비디아, QLOC, Jali 리서치와 협력하여 제작을 지원했다. 사이버펑크의 창작자 마이크 폰스미스는 컨설턴트로 참여했다. 오리지널 스코어는 마르친 프시비워비치가 이끌었으며, 여러 라이선스 아티스트들의 기여를 담았다. 수년간의 기대를 받은 끝에, 사이버펑크 2077은 2020년 12월 플레이스테이션 4, 스테이디어(구식), Windows, 엑스박스 원으로 출시되었고, 2022년 2월에는 플레이스테이션 5와 Xbox Series X/S로, 2025년 6월에는 출시작으로 닌텐도 스위치 2로 출시되었다. macOS 버전은 개발 중이다. DLC 확장팩인 사이버펑크 2077: 팬텀 리버티는 2023년 9월 플레이스테이션 5, Windows, Xbox Series X/S로 출시되었다.
사이버펑크 2077은 내러티브, 설정, 그래픽 면에서 비평가들로부터 찬사를 받았다. 그러나 일부 게임 플레이 요소는 엇갈린 반응을 얻었고, 트랜스젠더 캐릭터의 테마와 표현은 일부 비판을 받았다. 특히 플레이스테이션 4 및 엑스박스 원 버전에서는 버그와 글리치로 인해 광범위하게 비판받았다. 소니는 CD 프로젝트가 일부 문제를 해결할 때까지 2020년 12월부터 2021년 6월까지 플레이스테이션 스토어에서 게임을 삭제했다. CD 프로젝트는 출시 전 기술적 문제의 심각성을 경시하려 했다는 인식으로 인해 조사와 집단 소송의 대상이 되었고, 이는 결국 185만 달러의 합의금으로 해결되었다. 2024년 11월까지 이 게임은 3천만 장 이상 판매되어 역대 가장 많이 팔린 게임 중 하나가 되었다. 개발 및 마케팅(업데이트 및 DLC 포함)에 총 4억 3,600만 달러에서 4억 4,100만 달러가 소요된 것으로 알려져 있으며, 이는 가장 비싸게 개발된 비디오 게임 중 하나이다. 속편인 사이버펑크 2는 2022년 10월에 발표되었으며 현재 개발 중이다.

## 게임 플레이
사이버펑크 2077은 1인칭 시점에서 플레이되는 액션 롤플레잉 게임으로, V는 목소리, 얼굴, 헤어스타일, 체형 및 개조, 배경, 의류를 사용자 정의할 수 있는 용병이다. 또한 플레이어의 게임 플레이 스타일에 맞게 사용자 정의할 수 있는 5가지 속성(신체, 지능, 반사신경, 기술 능력, 냉정)이 있으며, 팬텀 리버티 확장팩에서 6번째 속성인 유물이 도입되었다.
게임 플레이는 유연하다. 세 가지 주요 플레이 스타일은 넷러너(해킹), 엔지니어(기계), 솔로(싸움)이다. V는 전력 질주, 엄폐, 이단 점프, 슬라이딩 등 전투에서 위치를 바꾸기 위한 여러 가지 기동을 할 수 있다. 이러한 능력 중 상당수는 "리퍼닥"이 설치한 사이버웨어 임플란트를 통해 잠금 해제되거나 업그레이드할 수 있다. 무기 사용은 명중률과 재장전 속도를 높이며, 이는 캐릭터 애니메이션에 반영된다. 무기 및 갑옷과 같은 장비는 색상 등급 시스템에 따라 관리되며, 근접 및 원거리 옵션으로 나뉜다. 근접 공격은 근접 무기로 가할 수 있다. 원거리 무기는 세 가지 유형이 있으며, 모두 사용자 정의 및 개조가 가능하다. 파워(도탄 총알), 테크(벽과 적을 관통), 스마트(유도 총알, 특정 사이버웨어에서만 사용 가능)이다. 게임에는 물리, 열, 전기, 독성의 네 가지 유형의 피해를 입히고 저항할 수 있다. 로봇을 제외하고는 아무도 죽이지 않고 게임을 완료할 수 있으며, 무기와 사이버웨어에 비살상 옵션이 있다.
오픈 월드 메트로폴리스인 나이트 시티는 기업 중심의 시티 센터, 이민자들이 거주하는 왓슨, 고급스러운 웨스트브룩, 도심의 헤이우드, 갱단이 들끓는 파시피카, 산토 도밍고의 산업 교외, 그리고 사이버펑크 2077: 팬텀 리버티 확장팩에 등장하는 독립적인 도그타운 등 7개 지역으로 구성된다. 주변 지역인 배드랜드도 탐험할 수 있다. 사이버펑크 2077은 플레이어가 1인칭 시점에서 자신의 캐릭터를 조작할 수 있게 한다. 기본적으로 3인칭 시점은 운전 중이거나 스토리의 특정 희귀한 순간에만 사용할 수 있다. V는 아파트와 차고를 소유하며, 도시 전역에 4개의 아파트를 추가로 구매할 수 있다. 낮-밤 주기가 완벽하게 구현되어 있으며, NPC의 행동에 영향을 미치는 동적 날씨가 존재한다. 위치에 따라 V가 범죄를 저지를 경우 법 집행 기관에 신고될 수 있다. 보행자는 차량 충돌 및 총격에 취약하다. 라디오 방송을 들을 수 있다. 나이트 시티에는 비영어권 캐릭터가 많으며, 특수 임플란트를 통해 그들의 언어를 번역할 수 있다. V는 또한 주기적으로 "브레인댄스"를 사용하는데, 이는 타인의 경험을 체험할 수 있게 해주는 기술이다.
대화 트리는 NPC와의 상호작용과 퀘스트에서의 행동을 가능하게 하며, 플레이어의 게임 내 선택은 다양한 엔딩으로 이어질 수 있다. 경험치는 메인 퀘스트에서 얻으며 스탯을 업그레이드하는 데 사용된다. 서브 퀘스트는 "스트리트 크레드"를 제공하여 스킬, 상인, 장소 및 추가 퀘스트를 잠금 해제한다. 퀘스트는 암울한 지하세계의 정보 중개 및 밀수에 특화된 중간상인인 픽서라는 캐릭터들이 할당한다. 게임 내내 V는 다양한 동료들의 도움을 받는다. 음식, 음료, 약물과 같은 소모품은 회복 및 일시적인 능력 향상에 사용되며, V의 인벤토리에서 아이템을 확인할 수 있다. 미니게임으로는 해킹, 복싱, 자동차 경주, 무술, 사격장 등이 있다.

## 시놉시스

### 등장인물 및 배경
사이버펑크 2077은 연방 또는 주 법률에 영향을 받지 않는 캘리포니아주 자유주에 위치한 미국의 메가시티인 나이트 시티(NC)를 배경으로 한다. 나이트 시티는 기업정치로 운영되며, 2077년까지 30년이 넘는 격동의 역사를 가지고 있다. 도시는 만연한 갱 폭력과, 비효율적이고 부패한 지방 정부와 경찰력에 의해 악화된 기업 전쟁으로 고통받는다. 나이트 시티는 로봇 기술에 의존하여 폐기물 관리, 건물 및 인프라 유지 보수, 대중교통과 같은 일상 기능을 수행한다. 도시의 건축과 패션은 엔트로피즘, 키치, 네오-밀리터리즘, 네오-키치 등 네 가지 미학 시대에서 파생되었다. 노숙과 빈곤이 도시에 만연하지만, 나이트 시티의 하층민은 사이버네틱 개조를 할 수 있으며, 이는 외형적인 탐닉과 높은 수준의 폭력으로 이어진다. 탐닉과 심한 개조로 정신적으로 불안정해진 사이코 사이버들은 경찰 전술 부대 맥스택(MaxTac)에 의해 처리된다. 트라우마 팀과 같은 민간 의료 기업은 준군사 의사를 활용하여 신속한 의료 서비스를 제공한다. 물리적 피해의 끊임없는 위협으로 인해 나이트 시티의 모든 주민들은 총기 휴대가 허용된다.
사이버펑크 2077의 주요 주인공은 빈센트 / 발레리이며, V(게빈 드리아 또는 셰러미 리)로 알려져 있다. V는 플레이어의 선택에 따라 배경이 바뀌는 프리랜서 용병이다. V는 전설적인 록스타이자 테러리스트인 조니 실버핸드(키아누 리브스)를 동반하는데, 그는 현재 디지털화된 기억흔적으로 존재한다. 조니는 게임의 일부 구간에서 플레이할 수도 있다. 메인 스토리 전반에 걸쳐 V와 조니는 재키 웰스(제이슨 하이트타워, V의 절친한 친구이자 동료 용병), T-버그(신시아 맥윌리엄스, V와 재키를 지원하는 넷러너), 빅터 "빅" 벡터(마이클 그레고리, V와 친한 리퍼닥), 미스티 올세프스키(에리카 린드벡, 재키의 여자친구이자 밀교를 운영하는 인물), 덱스터 "덱" 드숀(마이클-레온 울리, 나이트 시티의 지역 해결사), 이블린 파커(카리 월그런, 덱과 V의 팀과 함께 강도를 계획하는 매춘부), 주디 알바레즈(칼라 타사라, 이블린의 친구이자 V의 조사에 도움을 주는 브레인댄스 편집자), 사부로 아라사카(츠카야마 마사네, 아라사카 기업의 설립자), 요리노부 아라사카(기무라 히데오, 사부로의 막내아들), 하나코 아라사카(Alpha Takahashi, 요리노부의 여동생이자 사부로의 유일한 딸), 고로 타케무라(칸다 롬, 사부로의 개인 경호원), 로그 아메디아레스(제인 페리, 애프터라이프 나이트클럽의 소유자이자 조니의 옛 파트너 중 한 명), 패넘 팔머(에밀리 우 젤러, 알데칼도 부족의 노마드), 사울 브라이트(디어마이드 머타프, 알데칼도 부족의 리더), 알트 커닝햄(알릭스 윌턴 리건, 넷러너이자 조니의 전 여자친구로 인공지능 구조체가 된 인물), 아담 스매셔(앨릭 뉴먼, 아라사카의 보안 책임자로 일하는 무자비한 사이보그) 등 여러 주요 동맹 및 적들과 접촉한다.

### 줄거리
게임은 플레이어 캐릭터 V의 세 가지 인생 경로 중 하나로 시작한다: 노마드, 스트리트키드, 또는 코포. 각 인생 경로는 궁극적으로 V가 스트리트 갱 재키 웰스와 동료가 되는 것으로 이어진다. 둘은 넷러너 T-버그와 함께 나이트 시티에서 용병으로 일하기 시작한다.
2077년, 덱스는 V와 재키에게 아라사카 기업에서 "렐릭"으로 알려진 바이오칩을 훔치라고 의뢰한다. 그들은 렐릭을 획득하지만, 요리노부가 거대 기업의 리더 사부로 아라사카를 살해하는 것을 목격하면서 계획은 틀어진다. 요리노부는 살인을 독살로 위장하고 보안 검색을 발동시켜 T-버그는 살해당한다. V와 재키는 탈출하지만, 재키는 그 과정에서 치명상을 입고 렐릭의 보호 케이스가 손상되어 V는 바이오칩을 머리에 삽입해야 한다.
원치 않는 관심에 분노한 덱스는 V의 머리를 쏘고 쓰레기 매립지에 버려둔다. 깨어난 V는 2023년 아라사카 타워에 대한 자체 열핵 공격으로 사망한 것으로 알려진 전설적인 록스타이자 테러리스트 조니 실버핸드의 디지털 유령에 시달린다. V는 사부로의 살인 용의자로 지목되어 아라사카의 명령을 받은 사부로의 경호원 고로 타케무라에게 구조되지만, 요리노부가 보낸 아라사카 암살자들의 공격을 받는다. 그들은 공격자들을 물리치고 V의 리퍼닥 빅터 벡터에게 도착하는데, 그는 바이오칩의 나노기술이 V의 생명을 구했지만, 동시에 칩에 저장된 조니의 기억흔적으로 V의 의식을 덮어쓰는 돌이킬 수 없는 과정을 시작했다고 밝힌다. V는 이 과정이 완료되기까지 몇 주밖에 남지 않았으며, 바이오칩은 V를 즉시 죽이지 않고는 제거할 수 없으므로, V는 조니를 제거하고 살아남을 방법을 찾아야 한다.
암살자들로부터 V가 사부로 살인에 무고하다는 것을 추론한 타케무라와 V는 협력하기 시작한다. 여기서 V는 두 가지 다른 단서를 추적한다. 아라사카의 수석 의사인 앤더스 헬만을 추적하는 것으로, V는 노마드 부족 알데칼도스 클랜의 멤버인 패넘 팔머와 협력하여 이를 달성한다. 그리고 덱스의 의뢰인이자 작전을 의뢰했던 이블린 파커를 찾아 구출하는 것이다. 앤더스를 붙잡은 후 V는 이블린 파커에게 도움을 요청하지만, 그녀가 갱단에게 납치되었다는 것을 알게 된다. 이블린의 친구 주디 알바레즈의 도움으로 그들은 그녀를 구할 수 있지만, 이블린은 거의 죽음의 상태에 이른다. 브레인댄스를 통해 이블린의 기억을 본 V는 넷러너 갱단인 부두 보이스와 접촉한다. 이블린은 납치 중 강간으로 인한 심리적 트라우마로 나중에 자살한다.
부두 보이스를 통해 V는 조니의 기억을 되살리며, 2013년에 조니의 당시 여자친구 알트 커닝햄이 넷러너의 마음을 신경 연결을 통해 복사할 수 있는 인공지능인 솔킬러를 만들었지만, 그 과정에서 목표의 뇌를 파괴했다는 것을 알게 된다. 아라사카는 알트를 납치하여 아라사카의 디지털 요새인 미코시에 목표의 마음을 저장하는 자체 솔킬러 버전을 만들도록 강요했다. 친구 로그 아메디아레스의 도움으로 조니는 알트를 구출하려 했지만, 아라사카가 솔킬러를 사용하기 전에 그녀를 찾지 못했다. 조니의 나중 열핵 공격은 아라사카의 서브넷에서 알트의 의식을 해방시키기 위한 위장이었지만, 아라사카의 보안 책임자인 아담 스매셔가 그를 붙잡고 솔킬러를 그에게도 사용했다. 2077년까지 아라사카는 "영혼 보안" 프로그램을 광고하고 살아있는 인간의 뇌에 마음의 디지털 복사본을 기록하는 비밀 연구를 수행했으며, 여기서 렐릭이 탄생했다.
V는 또한 로그 AI로부터 넷을 보호하는 방화벽인 블랙월을 넘어 탈출한 알트의 의식과 접촉한다. 조니의 중재로 V는 알트와 협상하여, 알트가 아라사카의 서브넷에 접근하고 미코시에 물리적으로 접근할 수 있게 되면, 알트가 솔킬러를 사용하여 V와 조니의 의식을 분리할 수 있게 한다.
타케무라와 협력하여 V는 요리노부의 여동생인 하나코 아라사카를 붙잡아 요리노부의 배신을 설득하는 데 도움을 준다. 타케무라의 옛 제자 오다를 물리친 후, 그들은 하나코를 안전 가옥으로 호위하고 V의 무죄를 설득하지만, 아라사카 병사들이 접근하자 V는 도망쳐야 한다. 결국 V는 아라사카 타워를 공격하여 미코시에 물리적으로 접근하고 솔킬러를 사용하여 조니를 몸에서 제거할지, 아니면 하나코와 렐릭을 추출하는 거래를 할지 결정해야 한다.
만약 V가 아라사카 타워를 공격하기로 선택한다면, 게임 내내 플레이어의 행동에 따라 공격을 수행하는 다양한 옵션을 선택할 수 있다. V는 조니가 조종하여 로그와 함께 공격을 감행하도록 허용하거나, 조니를 억제하고 노마드 동맹인 알데칼도스 부족과 함께 공격을 감행하거나, 단독으로 공격을 감행하거나, 단순히 자살할 수 있다. 모든 옵션(자살 옵션 제외)은 V가 아담 스매셔를 물리치는 것으로 끝난다. 만약 V가 대신 하나코와 거래하기로 선택한다면, 그들은 아라사카 이사회에 요리노부가 사부로를 죽였다는 것을 설득하고, 요리노부를 CEO 자리에서 축출하며, V는 스매셔를 물리친다. 하나코는 V와의 거래를 이행하고, 사부로의 살인을 복수하기 위해 요리노부에게 사부로의 기억흔적을 삽입한 후, 아라사카 의사들이 V로부터 렐릭을 추출하도록 한다. 모든 경우에 V의 몸에 대한 손상이 돌이킬 수 없다는 것이 밝혀진다. 플레이어의 선택에 따라 V는 적합한 숙주 신체를 찾을 때까지 자신을 미코시에 업로드하도록 요청하거나, 불확실한 수명으로 자신의 몸에 남아있거나, 조니가 영구적으로 조종하도록 허용한다(아라사카를 공격할 때만 가능). 만약 V가 아라사카를 공격하고 자신의 몸에 남기로 선택한다면, 그들은 나이트 시티의 전설이 되거나, 수명을 연장할 방법을 찾기 위해 알데칼도스 부족과 함께 나이트 시티를 떠난다. 만약 V가 조니에게 자신의 몸을 넘겨준다면, 조니는 친구들에게 경의를 표하고 새로운 삶을 시작하기 위해 나이트 시티를 떠난다.

## 개발

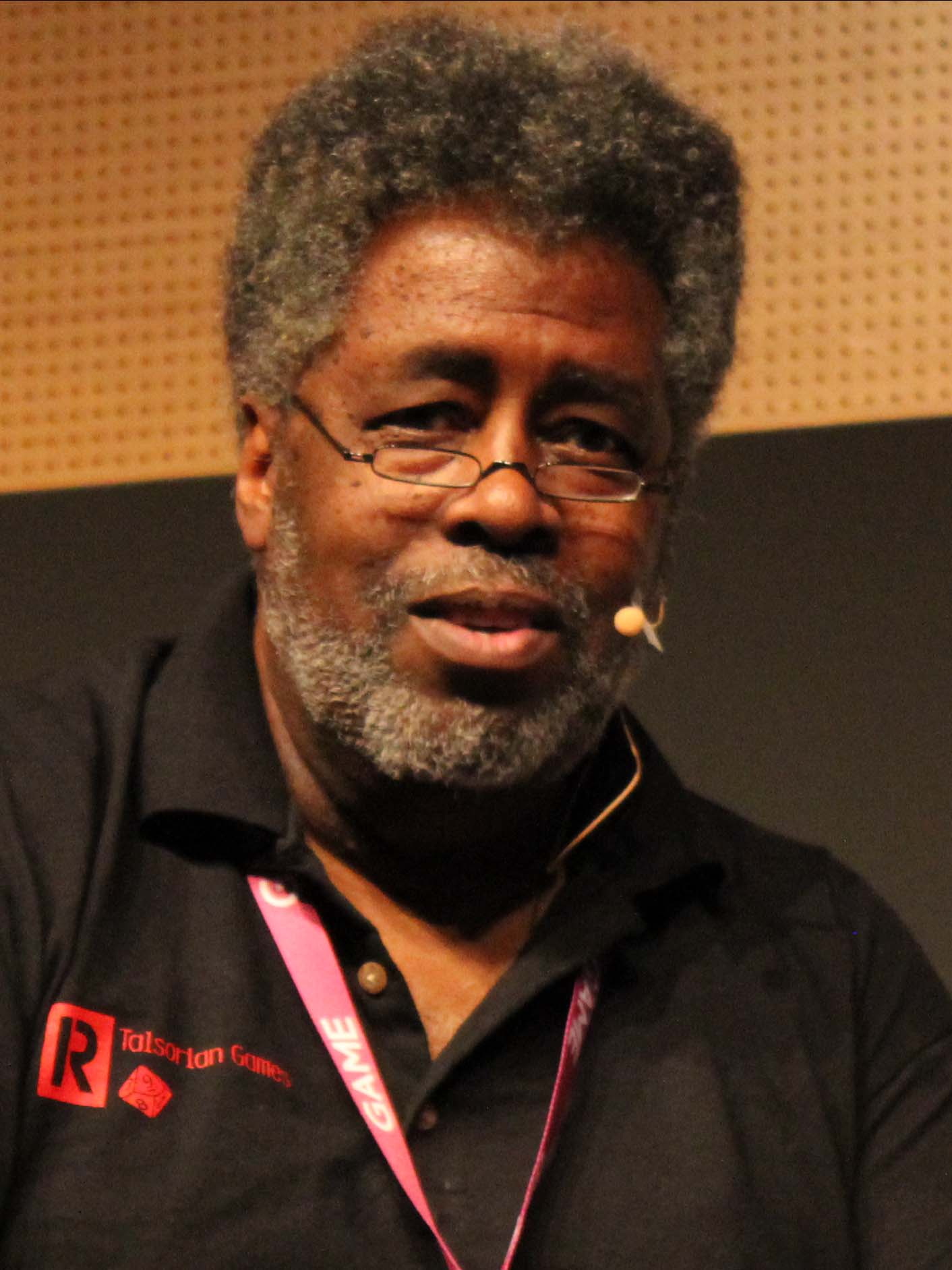
마이크 폰스미스는 사이버펑크 2077 스토리 개발에 CD 프로젝트 레드에 자문을 제공했다.

사이버펑크 2077에 대한 예비 작업은 더 위쳐 2: 왕들의 암살자 (2012) 출시 이후 시작되었다. CD 프로젝트의 자체 개발 스튜디오인 CD 프로젝트 레드는 2012년 초 사이버펑크의 작가이자 R. Talsorian Games의 설립자인 마이크 폰스미스에게 접근하여 더 위쳐 2: 왕들의 암살자 (2011) 사본을 보냈다. 당시 사이버펑크 세계관에 대한 스튜디오의 탁월한 지식에 감탄한 폰스미스와 CD 프로젝트 레드는 2077년 이후의 사이버펑크 스토리를 CD 프로젝트 레드가 라이선스하는 대신, 폰스미스는 2077년까지의 사이버펑크 세계관 미디어에 대한 권리를 유지하기로 합의했다. 개발 과정에서 사이버펑크 스토리가 일관성을 유지하도록 하기 위해 폰스미스는 사이버펑크 2077의 컨설턴트로 활동했다. 마이크로소프트에서 크림슨 스카이 (2000) 및 Blood Wake (2001)와 같은 게임을, 모놀리스 프로덕션스에서 더 매트릭스 온라인 (2005)과 같은 게임을 개발한 폰스미스의 경험은 폴란드 작가 안제이 삽코프스키가 더 위쳐 (2007) 및 더 위쳐 2 개발 당시 스튜디오에 무관심했던 것과 비교하여 CD 프로젝트 레드에게 귀중한 지혜를 제공했다.

### 콘셉트
사이버펑크 2077의 콘셉트는 폰스미스의 사이버펑크 시리즈에서 각색되었다. 전형적인 사이버펑크 장르와는 대조적으로, 사이버펑크에서 탐구되는 콘셉트는 장르의 어두운 분위기를 유지하면서도 반항적이고 기발한 느낌을 불러일으킨다. 사이버펑크의 주인공은 세상을 구하려는 전형적인 영웅의 원형과는 달리, 억압받고 비천한 시점에서 자신을 구원하려 한다. 수석 게임플레이 디자이너 마르친 야니셰프스키는 플레이어에게 사이버펑크 세계관과의 연결을 상기시키고자 "팬들에게 당신이 아는 그 사이버펑크임을 확신시키고 싶다"고 썼다. CD 프로젝트 레드의 더 위쳐 시리즈 개발과 비교할 때, 사이버펑크와 사이버펑크 2077 사건 사이의 시간 차이는 스튜디오에게 시리즈를 각색하는 데 더 많은 자유를 주었지만, 폰스미스의 원작에 충실하려고 노력했다.
사이버펑크 2077은 대체 역사를 제시하며, 1980년대 중미 전쟁으로 미국의 힘과 경제가 크게 약화되고, 소련은 해체되지 않았으며, 일본은 초강대국이 되어 캘리포니아주까지 그 문화를 확산시켰다. 사이버펑크 2077의 사건은 로스앤젤레스와 샌프란시스코 사이에 위치한 일본 문화에 몰입된 거대 도시인 가상의 나이트 시티에서 일어난다. 가학증, 상업화, 잔인성, 만족감과 같은 전형적인 사이버펑크 모티프는 나이트 시티의 정치적 풍경에서 중요한 요소로 남아 있다. 쾌락주의적인 원더랜드인 나이트 시티는 두 개의 뚜렷한 계급으로 나뉜다. 억압받는 사람들은 환각제와 신체 개조된 성 노동자를 탈출의 한 형태로 사용하며, 반면 엘리트 기업 계층("코포"로 알려짐)은 사회를 지배하며 큰 재정적 성공을 누린다.
퀘스트 디렉터 마테우시 토마슈키에비츠에 따르면, 각본은 폴란드어로 먼저 작성된 후 영어로 번역되었으며, 이는 CD 프로젝트 레드의 게임에서 표준적인 관행이었다.

### 게임 디자인
CD 프로젝트 레드는 플레이어를 세계에 더욱 몰입시키고 거대 기업 모티프에 집중하기 위해 1인칭 시점을 사용했다. 컷신과 게임플레이를 원활하게 혼합하기 위해 CD 프로젝트 레드는 제한된 예외를 제외하고 섹스 장면을 포함한 모든 컷신을 1인칭으로 구성하기로 결정했다. 그러나 플레이어는 3인칭으로 운전할 수 있으며, 플레이어 캐릭터는 거울이나 보안 카메라와 같은 영역에서 볼 수 있다. 게임 디렉터 아담 바도프스키의 노출 포함 결정은 신중하게 계획되었으며, 바도프스키는 "노출은 우리에게 한 가지 이유로 중요하다. 이것은 사이버펑크이므로 사람들은 신체를 개조한다. 따라서 신체는 더 이상 [신성한 것이 아니라] [모독적인 것]이다"라고 말하며 초인주의 신념을 확장했다.
퀘스트 팀은 더 위쳐 3: 와일드 헌트 (2015)의 퀘스트 시스템에 비해 여러 변화를 주었다. 게임 로직은 플레이어가 퀘스트를 겉보기에는 무작위적인 순서로 진행하면서도 일관성을 유지할 수 있도록 구현되었으며, 더 위쳐 3의 "퀘스트 트위스트" 철학을 더욱 강조했다. 게임 개발 중에 작성된 스토리를 재사용하기 위해, 메인 스토리의 사용되지 않은 부분들은 사이드 퀘스트로 전환되었다.

### 기술
사이버펑크 2077은 CD 프로젝트 레드의 자체 게임 엔진인 REDengine의 네 번째 반복인 REDengine 4를 사용하여 개발되었다. REDengine 4의 이전 버전인 REDengine 3은 지형 및 식물 렌더링에 대한 개선 사항을 구현했다. 이를 달성하기 위해 영역은 메모리에 클립된 밉맵에서(클립매핑으로 알려진 방법을 통해) 스트리밍된다. 총 6개의 클립맵이 생성된다. 고도, 제어 맵, 색상 클립맵은 스트리밍되고, 수직 오차, 노멀, 지형 그림자 클립맵은 런타임에 생성된다. 또한 테셀레이션이라는 기술이 사용되어 폴리곤이 분할된다. 특히 폴리곤 삼각분할이 사용되어 데이터가 삼각형으로 테셀레이션된다. 오차 맵은 하드웨어 테셀레이션 전에 다운샘플링된다. 이는 테셀레이션 수준이 높은 넓은 영역이 렌더링되지 않아 비용이 많이 드는 계산을 피할 수 있다. 또한 REDengine3은 텍스처링에 급진적인 접근 방식을 사용한다. 텍스처는 배경 텍스처와 오버레이 텍스처라는 두 가지 텍스처를 사용하여 칠해진다. 경사의 경우 경사 각도가 계산되어 임계값과 비교된다. 정점 노멀이 위로 보일 때 오버레이 텍스처를 증폭하여 경사에 두꺼운 커버를 만드는 것이 가능했지만, 이는 돌길과 같은 지면 특징에서 부적절한 분포가 적용되는 합병증을 야기했다. 이를 해결하기 위해 댐핑이 추가되었으며, 블렌드 샤프닝도 추가되었다. 이러한 조치들은 궁극적으로 낮은 메모리 사용량을 만들었다. REDengine 3이 이룬 다른 발전으로는 정교한 애니메이션, 구름과 같은 파티클 효과의 고급 렌더링을 가능하게 하는 볼륨 효과, 동적 물리, 고급 대화 모방 시스템이 포함된다. 이러한 개선 사항 덕분에 더 위쳐 3: 와일드 헌트는 더욱 몰입적인 오픈 월드를 가질 수 있었다.
사이버펑크 2077은 2013년까지 REDengine 3을 사용하여 개발되었지만, CD 프로젝트 레드는 1인칭 시점을 사용하는 게임 개발에 어려움을 겪은 후 REDengine 4를 개발했다. 이는 이전 REDengine 버전에서 개발했던 3인칭 시점과는 다른 방식이었다. REDengine 4는 폴란드 정부로부터 7백만 달러의 보조금을 받아 개발되었다. 결과적으로 파티클 효과 편집기를 포함하여 REDengine의 거의 모든 측면이 변경되었다. CD 프로젝트 레드의 보고서에 따르면, 이 회사는 사이버펑크 2077 개발 주기 내내, 2017년까지 REDengine 작업을 계속했다. 사이버펑크 2077은 REDengine을 사용하는 마지막 게임이며, CD 프로젝트 레드의 향후 게임은 언리얼 엔진 5를 사용하여 개발될 예정이다.
REDengine 4는 하드웨어 가속 실시간 레이 트레이싱을 DirectX를 통해 구현하고, 글로벌 일루미네이션, 확산 조명, 앰비언트 어클루전을 포함하여 더 사실적인 세계를 만들기 위한 다양한 조명 조정을 구현했다. 이러한 기능은 게임의 콘솔 버전에는 존재하지 않는다. 기타 기능으로는 물리 기반 렌더링—REDengine 3보다 개선된 기능—스크린 공간 반사, 그리고 날카로운 반사가 포함되어 있지만, 플레이어 캐릭터는 경계 볼륨 계층 구조에서 생성된 레이 트레이싱 반사에는 포함되지 않는다. 그러나 플레이어 캐릭터는 거울과 같은 렌더 투 텍스처 객체에는 나타난다. 그림자 개선 사항으로는 캐스케이드 섀도우 맵, 스크린 공간 그림자, 그리고 접촉 경화가 있는 레이 트레이싱 그림자가 포함되며, 캐릭터 렌더링 개선 사항으로는 서브서피스 스캐터링과 사실적인 피부 쉐이딩이 포함된다. 이러한 기능들은 계산 복잡성을 도입하여 플레이스테이션 4 및 엑스박스 원과 같은 구형 콘솔에 대한 테스트를 진행했다. 사이버펑크 2077은 수직 자산 스트리밍 또는 컬링을 사용하는데, 이는 플레이어의 시야 아래와 위에 있는 객체를 생략하는 렌더링 기술이다. 이 기술은 메모리를 절약한다.
사이버펑크 2077 개발 중 CD 프로젝트 레드는 여러 회사와 협력했다. 이러한 회사에는 추가 도구를 만들기 위한 밴쿠버 기반 스튜디오 디지털 스케이프, 실시간 레이 트레이싱을 구현하기 위한 다국적 기술 회사 엔비디아, 그리고 품질 보증을 위한 개발사 QLOC가 포함된다. 또한, 인공지능 회사 Jali Research는 절차적 생성을 통해 10개 언어 현지화 모두에 립싱크를 구현하는 데 CD 프로젝트 레드를 도왔다.

### 미술
나이트 시티를 디자인할 때, CD 프로젝트 레드의 아트 디자인 팀은 여러 영감의 원천을 활용했다. 독일 산업 디자이너 디터 람스와 미국 네오 푸투리스트 콘셉트 아티스트 시드 미드는 팀에 영감을 주었으며, 이들은 람스의 우아함을 사용하여 나이트 시티의 저층 주택가를 대비시키고 미드의 생생한 색상과 물질주의를 사용하여 나이트 시티의 분위기를 "키치"라고 불리는 것으로 만들었다. 이러한 환경을 만드는 데 팀은 8년이 걸렸다. 나이트 시티에 사이버펑크 분위기를 불어넣기 위해 팀은 복고풍과 미래 지향적인 요소를 통합했다. 이를 위해 팀은 낡거나 구식 건물, 즉 친숙한 현실의 측면을 미래주의와 함께 살펴보았다. "예를 들어, 낡은 나무 문이 있는 낡은 건물이 있을 수 있지만, 그 문에는 첨단 보안 시스템의 일부일 수 있는 LED 조명이 부착되어 있을 수 있다"고 CD 프로젝트 레드의 환경 도시 코디네이터인 히로시 사카키바라는 2020년 도쿄 게임 쇼 라이브스트림에서 말했다. 팀의 주요 영감 원천은 블레이드 러너 (1982)였으며, 사카키바라는 이를 "모든 사이버펑크의 성경"이라고 언급했다. 팀의 다른 영감 원천으로는 공각기동대 만화 및 일본의 애니메이션 시리즈, 그리고 시스템 쇼크 (1994) 및 데이어스 엑스 (2000)의 첫 번째 부분과 같은 다른 비디오 게임이 있다. 나이트 시티의 건물을 디자인하기 위해 팀은 도시 계획가와 협의하고 브루탈리즘 건축의 테마를 활용했다. 게임의 노란색 테마 디자인은 사이버펑크를 장르의 기존 아이콘들과 구별하려는 시도이다. 마르첼로 간디니의 디자인은 게임 내 많은 자동차의 외형을 형성하는 데 도움이 되었다. 아키라 만화 및 애니메이션 영화에 나오는 오토바이와 유사한 오토바이, 그리고 매드 맥스: 분노의 도로 (2015)에서 영감을 받은 자동차가 게임에 등장한다.
나이트 시티의 세계관을 개발하기 위해 팀은 게임 이벤트 이전에 세계에 어떤 일이 일어났는지 설명하기 위해 네 가지 독특한 시각적 스타일(금욕적인 엔트로피즘, 다채로운 키치, 위압적인 네오밀리터리즘, 화려한 네오키치)을 사용했다. 부피가 큰 자동차와 매력 없는 건물은 필요에 의해 탄생한 건축 양식인 엔트로피즘을 나타낸다. 엔트로피즘에서는 미학보다 실용성이 더 가치 있게 여겨진다. 경제가 회복되면서 생동감 넘치는 키치 스타일이 인기를 얻었다. 키치 스타일은 엔트로피즘에서 이루어진 많은 스타일적 결정들을 무효화한 기업들의 부상으로 인해 금욕적인 움직임인 네오밀리터리즘에 의해 맞서졌다. 마지막으로 네오키치는 네오밀리터리즘의 계급 시스템과 키치의 생동감을 통합했다. 네오키치에서는 부유한 사람들이 목재나 대리석과 같은 희귀한 재료를 사용하여 건물을 짓고 동물 가죽으로 만든 옷을 입는다. 나이트 시티는 각각 독특한 분위기를 가진 6개 구역으로 구성되어 있다. 예를 들어, 파시피카는 경제 위기가 닥치기 전까지 번성했던 휴양지였으나, 경제 위기 이후 아이티 공동체가 건물 주변에 문명을 형성했다.
팀은 누크 디지털 합성 소프트웨어를 사용하여 나이트 시티를 디자인했다. 팀의 과제 중 하나는 좁은 거리에 다양한 광원을 비출 수 있는 전역 조명 시스템을 만드는 것이었다. 누크는 REDengine의 조명을 누크로 분석적으로 참조하는 데 사용되었다. 대부분의 다른 비디오 게임이 톤 매핑을 사용하는 것과 달리, 사이버펑크 2077은 고전 영화 LUT를 사용한다. 또한 누크는 게임의 사용자 인터페이스와 스플래시 화면을 디자인하는 데 사용되었다.

### 성우
V는 남성 버전은 게빈 드리아가, 여성 버전은 셰러미 리가 성우를 맡았다. CD 프로젝트 레드는 조니 실버핸드 역할에 적합한 성우를 찾았다. 키아누 리브스는 2018년 7월 이 역할로 제안을 받았다. 그의 연기는 모션 캡처 기술을 사용하여 녹화되었는데, 이는 그가 매트릭스 (영화) (1999)에서 네오 역을 연기할 때 이전에 사용했던 과정이었다. 비디오 게임 형식에 처음 참여하는 것이었지만, 리브스는 각본을 즐겼다. 실버핸드는 게임에서 중요한 비중을 차지하며, CD 프로젝트 공동 창립자 마르친 이빈스키는 인터뷰에서 실버핸드의 대사량이 V 다음으로 많다고 언급했다. 사이버펑크 2077의 현지화 작업에는 게임 개발에 참여한 5,381명 중 거의 절반에 해당하는 인원이 투입되었으며, 이 중 1,966명의 배우는 캐릭터의 목소리 연기에만 전념했다.

### 음악
다수의 라이선스 음악 아티스트가 사이버펑크 2077의 가상의 라디오 방송국과 사운드트랙 앨범에 기여했으며, 여기에는 랩 듀오 런 더 쥬얼스, 로사 월튼, 캐나다 음악가 그라임스 (음악가), 스웨덴 밴드 리퓨즈드, 미국 래퍼 에이셉 라키, 영국 음악가 가젤 트윈, 남아프리카 래퍼 유겐 블랙록, 그리고 미국 음악가 일란 루빈이 포함된다.
힙합 듀오 런 더 쥬얼스는 게임 사운드트랙을 위해 나이트 시티의 사회경제적 상태를 생생하게 비판하는 트랙 "No Save Point"를 작곡했다. 이 곡은 게임에 등장하며, El-P와 킬러 마이크가 "Yankee and the Brave"로 연주했다. 이는 듀오의 네 번째 스튜디오 앨범인 RTJ4에 수록된 곡을 참조한 것이다. "I Really Want to Stay at Your House"는 영국 가수 로사 월튼이 게임을 위해 작곡한 곡이다. 이 곡은 2022년 사이버펑크: 엣지러너에서 많이 사용된 후 입소문을 탔으며, 미국 빌보드의 최고 TV 노래 차트에서 1위를 차지했다.

## 마케팅 및 출시
사이버펑크 2077은 2012년 5월에 발표되었다. 게임의 트레일러는 2013년 1월, E3 2018, 그리고 E3 2019에서 공개되었다. 이 게임은 처음에는 Windows용으로 확정되었으며, 플레이스테이션 4 및 엑스박스 원 버전은 E3 2018에서 발표되었다. 스테이디어는 2019년 8월에 발표되었다.
E3 2019에서, 처음에는 2020년 4월 16일 출시일이 발표되었다. 이는 9월 17일로 연기되었고, 그 다음은 11월 19일로, 마지막으로 12월 10일로 연기되었다. 개발자들은 마지막 연기로 인해 살해 위협을 받았다. 마지막 연기는 갑작스럽게 결정되었으며, 초기 발표 하루 전에 논의가 시작되었다. 폴란드 법률에 따르면, CD 프로젝트는 개발팀의 규모가 크기 때문에 모든 구성원에게 정보를 알릴 수 없었고, 약 90%는 마지막 순간까지 정보를 알지 못했다. 록피쉬 게임즈의 에버스페이스 2의 앞서 해보기 출시와 Grinding Gear Games의 패스 오브 엑자일 확장팩은 사이버펑크 2077의 출시와 경쟁을 피하기 위해 2020년 12월에서 다음 달로 연기되었다.
펀코 팝은 2020년 4월 16일부터 구매할 수 있었다. CD 프로젝트 레드는 2019년 6월 코스프레 대회를 개최했다. 맥팔레인 토이즈는 액션 피규어 제작을 위해 3년 계약을 체결했다. 디지털 복사본과 다운로드 가능 콘텐츠가 포함된 사이버펑크 2077 테마 엑스박스 원 X는, 해당 콘솔의 마지막 한정판이 되었다. 동일한 미학으로 디자인된 그래픽 카드, 게이밍 의자, 에너지 음료, 스니커즈, 중국 전용 스마트폰, 그리고 주변기기가 있었다. 2020년 5월부터 광고 회사인 아고라 그룹은 폴란드에서 신문, 온라인 서비스, 라디오 채널을 통해 홍보 활동을 펼쳤다. 그들의 자회사들은 게임에 대한 정보를 유포하기 위해 기존 브랜드를 사용하여 야외 및 영화관에서 홍보 활동을 수행했다.
E3 2020이 코로나19 팬데믹으로 취소되자, CD 프로젝트의 온라인 이벤트인 나이트 시티 와이어에서는 추가 트레일러, 더 많은 게임플레이, 그리고 제작 과정 영상도 공개했다. Xbox Series X/S 및 플레이스테이션 5용 차세대 버전은 처음에는 2021년 출시 예정이었으나, 2021년 10월에 연기되었다. 결국 2022년 2월 15일에 출시되었다. 엑스박스 원과 플레이스테이션 4 버전 소유자는 각 차세대 모델에서 게임을 자유롭게 다운로드할 수 있었다. 연기되었던 단독 멀티플레이어는 2021년 이후 출시될 것으로 발표되었다. 2024년 12월, CD 프로젝트는 기본 게임과 팬텀 리버티 확장팩이 2025년에 macOS로 출시될 것이라고 발표했다.
더 위쳐 2와 더 위쳐 3와 마찬가지로 워너 브라더스 인터랙티브 엔터테인먼트와 반다이 남코 엔터테인먼트는 각각 북미 및 중앙유럽, 호주, 뉴질랜드에서 물리적 배급을 맡았다. 스파이크 춘소프트는 일본에서 플레이스테이션 4 물리판을 배급했다.
일본에서 출시된 사이버펑크 2077 버전은 심의 기관의 요구 사항과 검열 법규를 충족하기 위해 노출 및 고어 묘사량이 감소되었다. 출시 하루 만에 일부 중국 네티즌들은 이 게임이 대만을 중국의 일부로 인정하지 않아 "모욕적"이라며 즉각적인 판매 금지를 요구했다. 그러나 이 요구는 거센 비판을 받았다. 그 이유는 게임에 대한 온라인 백과사전인 사이버펑크 위키가 대만을 "실제 국가는 아니며 사실상 중국의 일부도 아니다"라고 묘사했기 때문이다. 2021년 2월 해커들이 게임의 소스 코드를 데이터 마이닝한 결과, 중국의 검열을 위해 플래그된 콘텐츠가 "곰돌이 푸"로 태그되어 있었다는 사실이 밝혀졌다. 이는 중국공산당 지도자 시진핑이 해당 캐릭터와 비교된 인터넷 밈에 대한 언급이었다.
CD 프로젝트는 2022년 2월 러시아의 우크라이나 침공 이후 우크라이나를 공개적으로 지지하며 러시아와 벨라루스에서 사이버펑크 2077의 모든 판매를 중단했고, 우크라이나에서 활동하는 인도주의 자선 단체에 백만 폴란드 즐로티를 기부했다.

### 소매판
맞춤형 상자, 스틸북 케이스, 남성 V 피규어, 하드커버 아트북, 메탈 핀 세트 및 키체인, 나이트 시티 방문자 가이드, 자수 패치, 월드 컴펜디움, 나이트 시티 엽서 및 지도, 스티커로 구성된 "컬렉터스 에디션"이 게임과 함께 출시되었다. 스탠다드 에디션에는 컴펜디움, 엽서, 지도, 스티커가 포함된다. 모든 복사본에 포함되는 디지털 아이템은 사운드트랙, 아트 북클릿, 사이버펑크 2020 소스북, 배경화면, 그리고 사이버펑크 2077: 유어 보이스 코믹이다. CD 프로젝트의 자회사인 GOG.com을 통한 구매에는 디지털 코믹 사이버펑크 2077: 빅 시티 드림스가 포함된다.
팬텀 리버티가 포함된 플레이스테이션 5 및 엑스박스 시리즈 X용 물리판은 2023년 11월 21일에 발표되었다. PC 플레이어는 이 버전을 디지털로 구매할 수 있었고, 플레이스테이션 5 버전에는 디스크 대신 디지털 코드가 포함되었다. "얼티밋 에디션"이라는 제목의 이 버전은 2023년 12월 5일에 출시되었다. 얼티밋 에디션은 2025년 6월 5일 닌텐도 스위치 2 출시작으로 발매되었다. 이 버전은 게임 키 카드 대신 64GB 카트리지에 완전한 게임을 제공하는, 출시 당시 시스템에서 몇 안 되는 타사 게임 중 하나로 주목할 만한 미디어 관심을 받았다.

### DLC 및 업데이트
팬텀 리버티 확장팩 출시 전 CD 프로젝트 레드는 2021년 2월까지 18개의 다른 DLC를 게임에 출시했다. 출시된 DLC 중 하나는 사이버펑크: 엣지러너 애니메이션의 콘텐츠를 포함했다. 이드리스 엘바가 주연을 맡은 이 확장팩은 2023년 9월에 출시되었다.
팬텀 리버티 확장팩 출시 며칠 전 출시된 업데이트 2.0은 RPG의 핵심 요소를 전면 개편하는 일련의 주요 변경 사항을 가져왔으며, 긍정적인 평가를 받았다. 게임 출시 거의 3년 후, 많은 사소한 버그들이 수정되었다. 폴리곤은 "업데이트 2.0은 사이버펑크 2077에 이전에 존재하지 않던 활력을 불어넣었다"고 보도했다. 이 패치는 또한 우크라이나어 옵션을 추가했지만, 번역에 2022년 러시아의 우크라이나 침공을 구체적으로 언급하는 반러시아 성명서가 포함되어 있었다. CD 프로젝트는 이러한 의견이 포함된 것을 알지 못했다고 사과했다. 번역은 현지화를 위해 고용된 외부 기관에서 제공했으며, 다음 업데이트에서 교체될 것이라고 회사는 밝혔다. 2.0 업데이트 이후, 사이버펑크 2077은 엔비디아 DLSS 3.5를 통해 인공지능 기반 레이 트레이싱을 최초로 구현한 게임이 되었다.
2023년 12월 5일 "얼티밋 에디션" 출시와 함께 CD 프로젝트는 "마지막 주요 업데이트"라고 특징지은 업데이트 2.1을 출시했으며, 이는 작동하는 메트로 시스템, V의 연애 상대와의 추가 장면, 그리고 다른 품질 개선 사항들을 도입했다. 2024년 2월 현재, 사이버펑크 2077에서 작업하는 개발자는 17명에 불과했다. 3개월 후에는 아무도 남지 않았다. 그러나 2024년 말, CD 프로젝트는 예상치 못하게 업데이트 2.2를 출시했으며, 여기에는 V가 운전하는 동안 조니 실버핸드가 조수석에 앉아 주변 상황에 대해 가끔 코멘트하거나 반응하는 기능이 포함되었다. 패치 2.21은 엔비디아 DLSS 4에 대한 지원을 추가하고 다른 변경 사항들을 포함하여, 사이버펑크 2077을 DLSS 4의 새로운 다중 프레임 생성 기술을 활용하는 최초의 게임으로 만들었다.

## 평가

### 출시 전
게임은 출시 전부터 큰 기대를 받았다. E3 2018에서 100개 이상의 상을 수상했으며, IGN에서 최고의 게임, 최고의 엑스박스 원 게임, 최고의 PC 게임, 최고의 RPG, 그리고 인기상 등을 수상했다. 게임 인포머에서 최고의 롤플레잉 게임 및 게임 오브 더 쇼, PC 게이머에서 E3 최고, GamesRadar+에서 게임 오브 더 쇼를 수상했다. 두 번째 트레일러는 엑스포에서 최고의 트레일러 중 하나로 평가받았지만, 사이버펑크 서브 장르 개척자로 알려진 윌리엄 깁슨은 이를 "GTA에 80년대 레트로 미래를 덧씌운 것"이라고 평했다. 깁슨은 나중에 첫 게임플레이 데모에 대해 더 긍정적인 반응을 보였다. 더 위쳐 3: 와일드 헌트의 3인칭 시점과는 대조적으로 1인칭 시점은 비판의 대상이 되었다. 사이버펑크 2077은 E3 2019에서 가장 많이 논의된 게임이었으며, GamesRadar+, PC Gamer, Rock, Paper, Shotgun, 아르스 테크니카에서 E3 최고상을 수상했으며, IGN에서는 최고의 게임, 인기상, 최고의 PS4 게임, 최고의 엑스박스 원 게임, 최고의 PC 게임, 최고의 RPG를 수상했다. 세 번째 트레일러는 리브스의 등장이 강조되며 극찬을 받았다.
광과민성 발작을 앓고 있는 게임 인포머의 기자 리아나 루퍼트는 출시 며칠 전 게임을 리뷰하던 중 대발작을 겪었다. 이 발작은 게임의 "브레인댄스" 시퀀스에서 발생한 적색과 백색의 깜박이는 불빛 때문에 유발되었는데, 이 불빛은 의도적으로 발작을 유발하는 의료 기기에서 발생하는 패턴과 유사한 것으로 알려졌다. 이 시점에서 사이버펑크 2077은 EULA에 "깜박이는 불빛과 이미지"에 대한 일반적인 경고만 포함되어 있었고, 시퀀스에 대한 구체적인 경고나 건너뛰는 방법에 대한 지침은 없었다. 이에 대해 CD 프로젝트 레드는 공개 성명을 발표하고 루퍼트에게 연락했다. 회사는 경고를 추가하는 패치를 출시했고, 12월 11일에는 간질 증상 유발 위험을 줄이기 위한 추가 패치를 발행했다. 워싱턴 포스트에 보낸 이메일에서 CD 프로젝트 레드의 북미 커뮤니케이션 디렉터 스테파니 바이어는 개발자들이 루퍼트의 제안을 반영하여 "전체 시퀀스를 조정"하여 더 이상 발작을 유발하지 않도록 했다고 밝혔다.
게임 출시 전, CD 프로젝트 레드는 여러 주요 언론사에 사이버펑크 리뷰 사본을 제공했다. CD 프로젝트 레드는 이 리뷰 사본에 대해 엄격한 리뷰 엠바고 조건을 부과했는데, 리뷰어에게 기밀유지 협약 서명을 요구하고 회사에서 제공한 영상만 리뷰에 사용할 수 있도록 했다. 와이어드 (리뷰 사본을 받지 못함)에 따르면, NDA를 위반할 경우 위반당 약 27,000달러의 비용이 발생할 수 있었다. 또한 리뷰 사본이 PC 버전으로만 제공되어 모든 출시 전 리뷰가 PC 버전에만 국한되고 콘솔은 제외된다는 점에 대한 우려가 제기되었다. 결과적으로 이는 일부 소비자들의 신뢰를 떨어뜨렸다.

### 출시 후
사이버펑크 2077의 PC, 플레이스테이션 5 및 엑스박스 시리즈 출시는 리뷰 애그리게이터 웹사이트 메타크리틱에 따르면 비평가들로부터 "대체로 호의적인" 평가를 받았다. 이 게임의 플레이스테이션 4 및 엑스박스 원 버전은 "복합적이거나 평균적인" 평가를 받았다. 스위치 2 버전의 얼티밋 에디션은 "대체로 호의적인" 평가를 받았다. 또한 오픈크리틱에 따르면 비평가 중 64%가 이 게임을 추천했다.
비평가들은 스토리의 질과 사이드 퀘스트의 깊이와 광대함, 세계의 몰입감 있는 분위기, 시각적 품질, 그리고 사이버펑크 설정의 신선함을 칭찬했다. 제작, 운전 메커니즘, 전투와 같은 게임 시스템은 엇갈린 반응을 얻었다. 일부 비평가들은 게임의 많은 장점을 인정하면서도 사이버펑크 장르의 얕은 묘사를 비판했으며, 반자본주의와 아나키즘과 같은 관련 테마의 묘사를 아이러니하다고 평가했다. 다른 비평가들은 게임 내 자료에 의해 트랜스젠더 캐릭터가 여성혐오적, 외국인 혐오적, 그리고 트랜스젠더 혐오적으로 묘사되어 서사에 의미 있는 역할을 부여받지 못했다고 주장했다.
GMT로 12월 10일 자정 출시 몇 시간 만에 이 게임은 스팀에서 100만 명 이상의 동시 접속 싱글 플레이어 기록을 세웠고, 트위치에서 100만 명의 라이브 시청자를 기록하여 2015년 폴아웃 4가 세운 이전 기록의 두 배를 달성했다. 스팀에서 사이버펑크 2077에 대한 사용자 리뷰는 시간이 지남에 따라 점점 더 긍정적으로 변했다. 이 게임은 2020년 말 출시 직후 "대체로 긍정적"으로 평가되었으며, 2년 반 후 "매우 긍정적"에 도달했고, 2025년 1월까지는 출시 후 4년이 넘었음에도 "압도적으로 긍정적" 평가를 받았다. 2022년 9월 넷플릭스에 사이버펑크: 엣지러너 애니메이션 시리즈가 출시되고 여러 출시 후 패치가 이루어지면서, 이 게임의 PC 플레이어 수는 초기 출시 이후 볼 수 없었던 수준으로 급증했다. 에지러너스 출시 후 최소 4주 동안 백만 명 이상의 일일 플레이어 수가 계속되었다.

### 기술적 문제
사이버펑크 2077의 출시는 큰 주목을 받았으며, 특히 플레이스테이션 4와 엑스박스 원 버전에서 수많은 버그와 성능 문제로 인해 재앙적인 출시로 간주되었다.  복스는 캐릭터의 페니스와 가슴이 옷 밖으로 튀어나오는 버그까지 있었다고 보도했다. 가디언은 출시를 "혼란"이라고 불렀고, 뉴욕 타임스는 CD 프로젝트 레드가 올해 가장 큰 게임 출시작이 될 것으로 예상했던 기대를 충족시키지 못하면서 업계 역사상 가장 눈에 띄는 재앙 중 하나였다고 말했다. 다른 게임 업계 평론가들은 사이버펑크 2077의 출시 후 반응을 이전에 강력한 소비자 친화적 명성을 누리던 CD 프로젝트 레드의 추락으로 묘사했다.
처음에는 PC 버전만을 기반으로 했던 일부 리뷰들은 나중에 이 버전과 콘솔 버전 간의 현저한 성능 차이에 대한 주의사항을 추가하기 위해 업데이트되었다. 콘솔에서의 게임 성능으로 인해 CD 프로젝트는 사과문을 발표했으며, 특히 출시 전 이 버전에 대한 비밀 유지에 대해 사과하고, 불만족한 소비자들은 환불을 선택할 수 있다고 결론 내렸다. 이는 처음에 여러 플레이어가 환불을 받을 수 없었다는 보고로 이어졌다. CD 프로젝트 레드는 이후 마이크로소프트나 소니와 그러한 조치를 용이하게 하기 위한 특정 계약이 없으며, 환불은 표준 환불 정책에 따라 처리된다고 밝혔다. 2020년 12월 17일, 소니는 플레이스테이션 스토어를 통해 사이버펑크 2077을 구매한 고객에게 환불을 제공하고 "추가 통지가 있을 때까지" 스토어에서 게임을 제거할 것이라고 발표했다. 2021년 6월 스토어에 다시 돌아왔을 때, 플레이스테이션 스토어는 사용자들에게 "이 게임은 여전히 성능 문제가 있습니다. PS4 시스템에서의 사용은 권장하지 않습니다"라고 경고했다. 엑스박스 원 버전은 온라인 마이크로소프트 스토어에서 계속 구매할 수 있었지만, 게임의 성능 문제에 대한 경고가 붙어 있었다. 마이크로소프트 스토어를 통해 게임을 구매한 플레이어들에게도 환불이 제공되었다. 미국에서는 게임스탑이 개봉된 게임 박스 버전도 환불을 받아들였는데, 이는 매장의 일반적인 환불 정책의 예외였다. 투자자들과의 컨퍼런스 콜에서 CD 프로젝트 레드의 최고 경영진은 엑스박스 원과 PS4 버전 개발에 "잘못된 접근 방식"을 취했음을 인정했다.
게임 리뷰는 대체로 긍정적이었지만, 종합 점수는 분석가들에게 실망스럽게 여겨졌다. 메타크리틱의 리뷰가 공개된 후 CD 프로젝트 SA 주가는 최대 9.4% 하락했다. 오픈크리틱은 CD 프로젝트 레드가 게임을 고의적으로 잘못 표현하려고 시도했으며, 부정적인 평가를 받을 것을 알면서도 엑스박스 원 및 플레이스테이션 4 버전의 리뷰 사본을 제공하지 않았다고 비판했다. 2020년 2020년 CD 프로젝트에 투자한 투자자들을 대표하는 집단 소송이 2020년 12월 24일 캘리포니아에서 제기되었는데, 이는 회사가 투자자들을 오도하기 위해 사이버펑크 2077의 상태에 대해 사기성 주장을 했다는 내용이었다. 두 번째 유사한 집단 소송도 2021년 1월에 제기되었다. 2021년 5월까지 사이버펑크 2077과 관련하여 CD 프로젝트를 상대로 4건의 별도 소송이 제기되었고, 이후 하나의 공통 소송으로 합병되었다. CD 프로젝트는 2021년 12월 투자자들과의 합의를 제안하며 합의 조건의 일부로 그룹에 US$1.85 million를 제공했고, 이는 2023년 1월 판사에 의해 승인되었다. 폴란드의 경쟁 및 소비자 보호국은 2021년 1월 이 게임에 대한 조사를 시작하여 CD 프로젝트에 "게임 문제 및 그들이 취한 조치에 대한 설명"을 요구했다. 이전에 직원들에게 게임 개발의 마지막 몇 달 동안 주 6일 근무를 요구했던 회사는 리뷰 점수에 따라 개발자 보너스를 연동하려던 계획을 철회하고 대신 보너스를 전액 지급하기로 결정했다.
블룸버그 뉴스의 제이슨 슈라이어는 CD 프로젝트 개발자들과의 논의를 바탕으로 사이버펑크 2077 출시 시점의 저조한 성능의 주요 원인이 필요할 노력을 과소평가했기 때문이라고 말했다. 위쳐 3에 비해 두 배 이상의 개발자가 게임 개발에 투입되었지만, CD 프로젝트는 게임을 완료하는 데 동일한 시간만 예상했고, 따라서 게임 개발의 대부분은 2016년 말에야 시작되었다. 슈라이어의 보고서에 따르면, 게임의 확장된 범위와 새로운 게임 엔진은 어려움을 야기했으며, 개발자가 많았음에도 불구하고 다양한 기능에 대한 조직화가 부족하여 개발을 더욱 방해했다. 많은 개발자들이 경영진에게 게임 출시를 미루라고 촉구했다. 공동 CEO 마르친 이빈스키는 2021년 1월 13일 플레이어들에게 공개 메시지를 발표하여 게임의 상태와 회사의 개선 계획에 대해 사과했다. 이빈스키는 회사가 개인용 컴퓨터에 최적화된 게임을 콘솔, 특히 구형 엑스박스 원 및 플레이스테이션 4 콘솔로 가져오는 데 "위험을 과소평가했다"고 밝혔다. 그는 특히 플레이어가 게임을 이동하면서 저장소에서 자산을 실시간으로 로드하는 데 사용된 인게임 스트리밍 엔진을 비난했으며, 이는 구형 콘솔에서 작동하도록 축소되었다고 말했다. 출시가 다가오면서 이러한 버전을 테스트했지만, 출시된 버전에서 플레이어들이 보고한 것과 동일한 문제는 발견하지 못했다. 그는 개발자들이 게임의 출시 상태에 대한 책임이 없으며, 대신 이것은 자신과 회사의 다른 경영진이 내린 결정이라고 단언했다. 환불 처리와 게임을 플레이스테이션 스토어에 다시 가져올 수 있는 상태로 만드는 작업 외에도, 이빈스키는 구형 콘솔 버전의 성능을 개선하고 이후 새로운 콘솔에 대한 게임 최적화를 모색하기 위한 1년 간의 로드맵을 제시했다.

### 에지러너스 출시
초기 출시 당시 게임 판매에 영향을 미쳤던 만연한 기술적 문제에도 불구하고, 사이버펑크 2077은 2022년 동안 판매량이 18% 증가했으며, 이 중 94%는 디지털 판매였다. 이러한 증가는 부분적으로 비평가와 관객 모두에게 긍정적인 평가를 받은 넷플릭스 애니메이션 시리즈 사이버펑크: 엣지러너의 출시와 동시에 시리즈의 콘텐츠를 추가한 게임 업데이트 덕분이었다. CD 프로젝트 레드는 에지러너스의 성공이 사이버펑크 2077의 판매를 촉진했음을 인정하며 "2022년 3분기 그룹 판매량의 상당한 증가는 주로 넷플릭스의 사이버펑크: 엣지러너 애니메이션 시리즈 출시 이전에 있었던 사이버펑크 엣지러너 업데이트 1.6의 좋은 반응 때문이었다"고 밝혔다. 이 시리즈는 사이버펑크 2077: 팬텀 리버티 다운로드 가능 콘텐츠와 함께 출시된 사이버펑크 2.0 업데이트에서도 다시 언급되었다.

### 재정
사이버펑크 2077은 모든 플랫폼에서 800만 장의 사전 주문을 받았으며, 이 중 74%는 디지털이었다. 또한 더 위쳐 3: 와일드 헌트보다 더 많은 사전 주문을 받았다. PC 판매의 3분의 1은 GOG.com을 통해 이루어졌다. 2019년 6월, 이 게임의 사전 주문은 중국에서 스팀 베스트셀러 목록의 상위권으로 빠르게 치솟았다. 1년 후, 사이버펑크 2077이 당시 중국에서 판매 승인을 받지 않았음에도 불구하고 전 세계 다른 어떤 곳보다 이 나라에서 더 많은 사전 주문을 받았다. CD 프로젝트 레드는 이 타이틀의 디지털 사전 주문만으로 게임의 제작 비용과 2020년 마케팅 비용을 회수했다고 밝혔다. CD 프로젝트 투자자 콜에 따르면, 기술적 문제로 인해 출시 4일 만에 판매량이 급격히 감소했다. 출시 후 12개월간의 판매량 예측은 3천만 장에서 2천5백6십만 장으로 떨어졌다.
일본에서는 플레이스테이션 4 버전의 사이버펑크 2077이 출시 첫 주에 약 104,687장의 실물 판매량을 기록하여 일본 내 주간 베스트셀러 소매 게임 2위를 차지했다. 이 게임은 2020년 12월 1,300만 장 이상 판매되었다. 이 게임은 역사상 가장 큰 디지털 게임 출시작으로, 1천20만 장의 디지털 판매량을 기록했으며, 2020년 12월 31일까지 디지털 판매로 $609 million의 수익을 올렸다. 2022년 9월까지 이 게임은 2천만 장 이상 판매되었다. 2023년 10월 현재, 이 게임은 2천5백만 장 이상 판매되었다. CD 프로젝트는 2024년 11월까지 이 게임이 3천만 장 판매되었다고 발표했으며, 이는 역대 가장 많이 팔린 게임 중 하나가 되었다.
2023년 10월, CD 프로젝트 레드는 출시 이후 사이버펑크 2077의 업데이트 및 버그 수정에 1억 2천 5백만 달러를 지출했다고 밝혔다. 기본 게임 개발에 1억 7천 4백만 달러, 마케팅에 1억 4천 2백만 달러가 들었으며, 팬텀 리버티의 개발 및 마케팅에만 약 8천 5백만 달러가 소요되었다. 이 게임의 총 제작 비용은 4억 3천 6백만 달러에서 4억 4천 1백만 달러 사이로 추정되며, 이는 역대 가장 비싼 비디오 게임 중 하나가 되었다.

### 수상
2013년에 사이버펑크 2077의 티저 영상은 골든 트레일러 어워드에서 최우수 비디오 게임 트레일러 부문 후보에 올랐고, 2021년에는 같은 부문에서 두 번째 후보 지명을 받았다. 출시 전 몇 년 동안 사이버펑크 2077은 가장 큰 기대를 모았던 게임 중 하나였으며, 이는 2018년과 2019년에 2년 연속 골든 조이스틱 어워즈에서 가장 기대되는 게임(Most Wanted Game) 상을 수상한 것으로 입증되었다. 2018년 E3에서 이 게임은 최우수 게임, 최우수 엑스박스 원 게임, 최우수 PC 게임, 최우수 RPG, 그리고 인민 선택 상을 포함하여 100개 이상의 상을 수상했다. E3 한 달 후, 사이버펑크 2077은 게임 비평가상에서 그래픽 및 혁신 부문 특별 표창을 받았다. 2020년 초, 캐릭터 덱스터 드숀은 시각 효과 학회 시상식에서 상업 분야 최우수 애니메이션 캐릭터 상을 수상했다. 중순에는 이 게임이 웨비상에서 애니메이션 또는 모션 그래픽 최우수 사용 및 인민의 소리 부문 두 개를 수상했다. 2020년 8월 게임스컴에서도 이 게임은 최우수 PC 게임과 게임스컴 최우수작을 포함하여 5개 부문 모두에서 수상하며 강세를 이어갔다.
2021년 출시 후, 사이버펑크 2077은 영국 아카데미 게임상에서 4개 부문 후보에 올랐는데, 이 중 2개는 여성 V 역의 셰러미 리와 주디 알바레즈 역의 칼라 타사라의 성우 연기 부문이었다. 이 게임은 더 게임 어워즈에서 최우수 스코어 및 음악, 최우수 롤플레잉 게임 부문에서 두 개 후보에 올랐다. 뉴욕 게임 어워즈에서 세 개 후보에 올랐고, SXSW 게이밍 어워즈, D.I.C.E. 어워즈, 게임 디벨로퍼스 초이스 어워드, 음악 슈퍼바이저 길드상에서 4개 연속 시상식에서 후보에 올랐다. 또한 시각 효과 학회 시상식에서 두 개 후보에 올랐고, 게임 오디오 네트워크 길드 어워즈에서는 총 4개 후보 중 최우수 게임 트레일러 오디오 부문에서 수상했다.
오랜 기간의 업데이트, 버그 수정, 그리고 팬텀 리버티 확장팩 출시를 거쳐, CD 프로젝트는 사이버펑크 2077 프랜차이즈를 성공적으로 활성화시켰고, 출시 3년 만에 이 게임은 더 게임 어워즈에서 최우수 지속 게임 부문에서 첫 수상을 했다. 2024년, 사이버펑크 2077은 영국 아카데미 게임상에서 진화하는 게임 부문에서 첫 수상을 하며 성공을 이어갔다. 또한, 이 게임은 2022년과 2023년에 스팀 어워즈에서 뛰어난 스토리 게임(Outstanding Story-Rich Game)과 사랑의 노동(Labor of Love) 부문에서 두 개의 상을 수상했다.
| 상                               | 날짜               | 부문                                                          | 수상자                                                                       | 결과 | Ref.    |
| -------------------------------- | ------------------ | ------------------------------------------------------------- | ---------------------------------------------------------------------------- | ---- | ------- |
| ASCAP 스크린 뮤직 어워즈         | 2021년 5월 17일    | 비디오 게임 사운드트랙 오브 더 이어                           | P.T. 아담치크, 폴 레너드-모건 & 마르친 프시비워비치                          | 후보 | [ 327 ] |
| 영국 아카데미 게임상             | 2021년 3월 25일    | 예술적 성취                                                   | 사이버펑크 2077                                                              | 후보 | [ 328 ] |
| 영국 아카데미 게임상             | 2021년 3월 25일    | 내러티브                                                      | 사이버펑크 2077                                                              | 후보 | [ 328 ] |
| 영국 아카데미 게임상             | 2021년 3월 25일    | 주연 연기                                                     | 셰러미 리                                                                    | 후보 | [ 328 ] |
| 영국 아카데미 게임상             | 2021년 3월 25일    | 조연 연기                                                     | 칼라 타사라                                                                  | 후보 | [ 328 ] |
| 영국 아카데미 게임상             | 2024년 4월 11일    | 진화하는 게임                                                 | 사이버펑크 2077                                                              | 수상 | [ 329 ] |
| 영국 아카데미 게임상             | 2024년 4월 11일    | EE 플레이어 초이스 상                                         | 사이버펑크 2077                                                              | 후보 | [ 329 ] |
| D.I.C.E. 어워즈                  | 2021년 4월 22일    | 올해의 롤플레잉 게임                                          | 사이버펑크 2077                                                              | 후보 | [ 330 ] |
| 디지털 드래곤 어워즈             | 2023년 5월 15일    | 최우수 진행 중인 폴란드 게임                                  | 사이버펑크 2077                                                              | 수상 | [ 331 ] |
| E3 2018 어워즈                   | 2018년 6월 12-14일 | 최우수 게임                                                   | 사이버펑크 2077                                                              | 수상 | [ 190 ] |
| E3 2018 어워즈                   | 2018년 6월 12-14일 | 최우수 플레이스테이션 4 게임                                  | 사이버펑크 2077                                                              | 후보 | [ 190 ] |
| E3 2018 어워즈                   | 2018년 6월 12-14일 | 최우수 엑스박스 원 게임                                       | 사이버펑크 2077                                                              | 수상 | [ 190 ] |
| E3 2018 어워즈                   | 2018년 6월 12-14일 | 최우수 PC 게임                                                | 사이버펑크 2077                                                              | 수상 | [ 190 ] |
| E3 2018 어워즈                   | 2018년 6월 12-14일 | 최우수 RPG                                                    | 사이버펑크 2077                                                              | 수상 | [ 190 ] |
| E3 2018 어워즈                   | 2018년 6월 12-14일 | 최우수 트레일러                                               | 사이버펑크 2077                                                              | 후보 | [ 190 ] |
| E3 2018 어워즈                   | 2018년 6월 12-14일 | 피플스 초이스                                                 | 사이버펑크 2077                                                              | 수상 | [ 190 ] |
| 게임 오디오 네트워크 길드 어워즈 | 2021년 4월 28일    | 올해의 오디오                                                 | 사이버펑크 2077                                                              | 후보 | [ 332 ] |
| 게임 오디오 네트워크 길드 어워즈 | 2021년 4월 28일    | 올해의 대화                                                   | 사이버펑크 2077                                                              | 후보 | [ 332 ] |
| 게임 오디오 네트워크 길드 어워즈 | 2021년 4월 28일    | 최우수 신규 오리지널 IP 오디오                                | 사이버펑크 2077                                                              | 후보 | [ 332 ] |
| 게임 오디오 네트워크 길드 어워즈 | 2021년 4월 28일    | 최우수 게임 트레일러 오디오                                   | 사이버펑크 2077                                                              | 수상 | [ 332 ] |
| 게임 비평가상                    | 2018년 7월 2일     | 그래픽 특별 표창                                              | 사이버펑크 2077                                                              | 수상 | [ 333 ] |
| 게임 비평가상                    | 2018년 7월 2일     | 혁신 특별 표창                                                | 사이버펑크 2077                                                              | 수상 | [ 333 ] |
| 게임 비평가상                    | 2019년 6월 27일    | 그래픽 특별 표창                                              | 사이버펑크 2077                                                              | 수상 | [ 334 ] |
| 게임 디벨로퍼스 초이스 어워드    | 2021년 7월 21일    | 최우수 시각 예술                                              | 사이버펑크 2077                                                              | 후보 | [ 335 ] |
| 게이머스 초이스 어워즈           | 2018년 12월 9일    | 가장 기대되는 게임                                            | 사이버펑크 2077                                                              | 후보 | [ 336 ] |
| 게임스컴 어워즈                  | 2020년 8월 27일    | 최우수 PC 게임                                                | 사이버펑크 2077                                                              | 수상 | [ 337 ] |
| 게임스컴 어워즈                  | 2020년 8월 27일    | 최우수 롤플레잉 게임                                          | 사이버펑크 2077                                                              | 수상 | [ 337 ] |
| 게임스컴 어워즈                  | 2020년 8월 27일    | 게임스컴 최우수작                                             | 사이버펑크 2077                                                              | 수상 | [ 337 ] |
| 게임스컴 어워즈                  | 2020년 8월 27일    | 최우수 소니 플레이스테이션 게임                               | 사이버펑크 2077                                                              | 수상 | [ 337 ] |
| 게임스컴 어워즈                  | 2020년 8월 27일    | 게임스컴 "가장 기대되는" 소비자상                             | 사이버펑크 2077                                                              | 수상 | [ 337 ] |
| 골든 조이스틱 어워즈             | 2018년 11월 16일   | 가장 기대되는 게임                                            | 사이버펑크 2077                                                              | 수상 | [ 338 ] |
| 골든 조이스틱 어워즈             | 2019년 11월 16일   | 가장 기대되는 게임                                            | 사이버펑크 2077                                                              | 수상 | [ 340 ] |
| 골든 트레일러 어워드             | 2013년 5월 3일     | 최우수 비디오 게임 트레일러                                   | 사이버펑크 2077                                                              | 후보 | [ 341 ] |
| 골든 트레일러 어워드             | 2021년 7월 22일    | 최우수 비디오 게임 트레일러                                   | 사이버펑크 2077                                                              | 후보 | [ 343 ] |
| 골든 트레일러 어워드             | 2021년 7월 22일    | 최우수 비디오 게임 TV 광고                                    | 사이버펑크 2077                                                              | 후보 | [ 343 ] |
| 음악 슈퍼바이저 길드상           | 2021년 4월 11일    | 비디오 게임 부문 최우수 음악 슈퍼바이저                       | 에릭 크레이그                                                                | 후보 | [ 344 ] |
| 뉴욕 게임 어워즈                 | 2021년 1월 26일    | 자유의 여신상 최우수 월드상                                   | 사이버펑크 2077                                                              | 후보 | [ 345 ] |
| 뉴욕 게임 어워즈                 | 2021년 1월 26일    | 허먼 멜빌 최우수 작문상                                       | 사이버펑크 2077                                                              | 후보 | [ 345 ] |
| 뉴욕 게임 어워즈                 | 2021년 1월 26일    | 그레이트 화이트 웨이 최우수 게임 연기상                       | 키아누 리브스                                                                | 후보 | [ 345 ] |
| SXSW 게이밍 어워즈               | 2021년 3월 20일    | 음악 우수성                                                   | 사이버펑크 2077                                                              | 후보 | [ 346 ] |
| 더 게임 어워즈                   | 2021년 12월 9일    | 최우수 스코어 및 음악                                         | 마르친 프시비워비치 및 피오트르 T. 아담치크                                  | 후보 | [ 347 ] |
| 더 게임 어워즈                   | 2021년 12월 9일    | 최우수 롤플레잉 게임                                          | 사이버펑크 2077                                                              | 후보 | [ 347 ] |
| 더 게임 어워즈                   | 2023년 12월 7일    | 최우수 지속 게임                                              | 사이버펑크 2077                                                              | 수상 | [ 348 ] |
| 더 게임 어워즈                   | 2023년 12월 7일    | 최우수 커뮤니티 지원                                          | 사이버펑크 2077                                                              | 후보 | [ 348 ] |
| 스팀 어워즈                      | 2022년 1월 3일     | 올해의 게임                                                   | 사이버펑크 2077                                                              | 후보 | [ 349 ] |
| 스팀 어워즈                      | 2022년 1월 3일     | 뛰어난 스토리 게임                                            | 사이버펑크 2077                                                              | 수상 | [ 349 ] |
| 스팀 어워즈                      | 2023년 1월 3일     | 사랑의 노동                                                   | 사이버펑크 2077                                                              | 수상 | [ 350 ] |
| 시각 효과 학회 시상식            | 2020년 1월 29일    | 상업 부문 최우수 애니메이션 캐릭터                            | 덱스 – 요나스 에크만, 요나스 스쿠그, 마렉 마데, 그제고시 호이니야키          | 수상 | [ 351 ] |
| 시각 효과 학회 시상식            | 2021년 4월 6일     | 에피소드, 광고 또는 실시간 프로젝트 부문 뛰어난 환경          | 나이트 시티 – 야쿱 크나피크, 루챤 비엔쳑                                     | 후보 | [ 352 ] |
| 시각 효과 학회 시상식            | 2021년 4월 6일     | 실시간 프로젝트 부문 뛰어난 시각 효과                         | 야쿱 크나피크, 마우고르자타 미트렝가, 피오트르 수호돌스키, 크시슈토프 크시신 | 후보 | [ 352 ] |
| 웨비상                           | 2020년 5월 19일    | 광고, 미디어 & 홍보 – 애니메이션 또는 모션 그래픽 최우수 사용 | 사이버펑크 2077                                                              | 수상 | [ 353 ] |
| 웨비상                           | 2020년 5월 19일    | 피플스 보이스                                                 | 사이버펑크 2077                                                              | 수상 | [ 353 ] |

## 관련 미디어

### 만화
192페이지 분량의 아트북인 더 월드 오브 사이버펑크 2077은 2020년 7월 다크 호스 코믹스에서 출판되었다. 같은 해 9월, 다크 호스 코믹스는 작가 컬런 번과 일러스트레이터 미겔 발데라마가 참여한 만화 시리즈 사이버펑크 2077: 트라우마 팀의 첫 호를 발매했다. 사이버펑크 2077 세계관을 배경으로 한 다른 여러 만화도 같은 출판사에서 출시되었는데, 이 중에는 2023년 휴고상 최우수 그래픽 이야기 또는 만화 상을 수상한 사이버펑크 2077: 빅 시티 드림즈도 포함되어 있다. 사이버펑크 2077: 블랙아웃 (2022)도 있다.

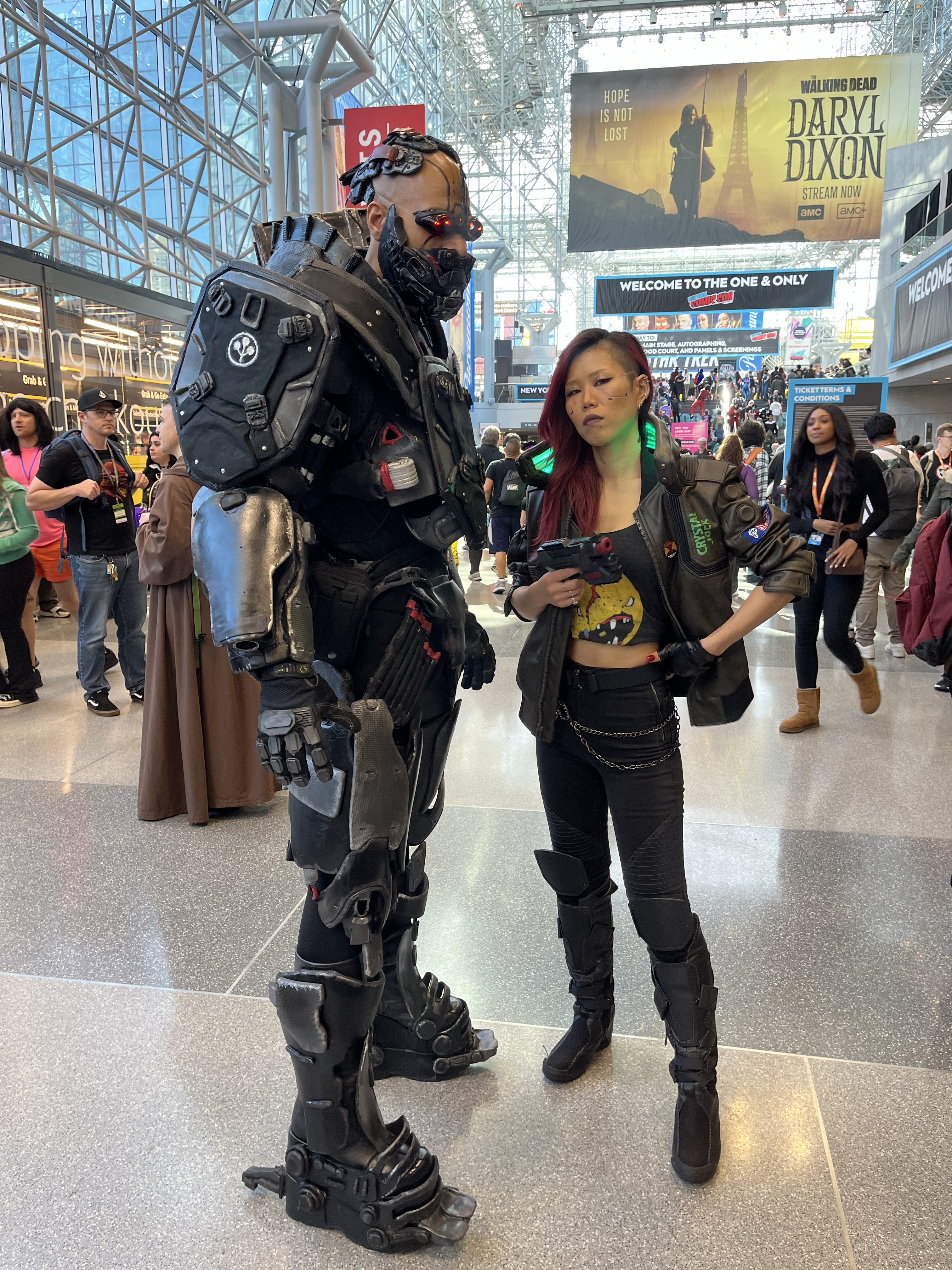
2023년 뉴욕 코믹콘에서 아담 스매셔와 여성 V의 코스프레

### 기타
퍼블리셔 CMON Limited와 함께 제작된 카드 게임인 사이버펑크 2077 – 애프터라이프: 더 카드 게임은 2020년에 출시될 예정이었지만 아직 출시되지 않았다. 업데이트 발표가 없었으며 카드 게임의 미래는 불확실하다.
사이버펑크: 엣지러너, CD 프로젝트 레드와 트리거가 공동 제작한 일본의 애니메이션 스핀오프는 2022년 9월 13일 넷플릭스에서 첫 공개되었다. 넷플릭스의 긱드 위크 행사에서 두 번째 시리즈 각색이 발표되었다. 2025년 초에는 팬 영화 '블랙 독'이 공개되었는데, 이 프로젝트는 나중에 오리지널 게임 감독 파벨 사스코로부터 축하를 받았다.

## 후속작
사이버펑크 2077의 후속작은 2022년 10월에 발표되었다. 현재 사이버펑크 2로 명명된 이 후속작은 CD 프로젝트의 북미 스튜디오에서 언리얼 엔진 5로 개발되고 있다.